# شهرستان لانگاو
شهرستان لانگاو (به لاتین: Langao County) یک منطقهٔ مسکونی در چین است که در آنکانگ واقع شده‌است.